# Roman Mählich
Roman Mählich est un footballeur autrichien né le 1er septembre 1971 à Vienne, qui évolue au poste de milieu de terrain au SV Wienerberger et en équipe d'Autriche.
Mählich n'a marqué aucun but lors de ses vingt sélections avec l'équipe d'Autriche entre 1992 et 2002.

## Palmarès

### En équipe nationale
- 20 sélections et 0 but avec l'équipe d'Autriche entre 1992 et 2002.

### Avec le Sturm Graz
- Vainqueur du Championnat d'Autriche de football en 1998 et 1999.
- Vainqueur de la Coupe d'Autriche de football en 1996, 1997 et 1998.